# Subverse
Subverse — компьютерная игра в жанре эротической RPG, разрабатываемая Studio FOW и издаваемая Streembit Ltd для Windows. Была выпущена в Steam в раннем доступе 2021 году.

## Сюжет
В далёком будущем несколько космических кораблей землян, перевозящих преступников, покинули родную галактику в надежде найти новый дом и начать новую жизнь. Им пришлось иммигрировать на территорию межгалактической империи под названием Prodigium, но, из-за местных законов об образе жизни, к которым земляне не хотели адаптироваться, люди оказались на грани истребления. Их спас тот факт, что в элитах государства имелись и сторонники землян. К началу событий игры предыдущая императрица отрекается от престола, передавая трон своей многообещающей дочери, и империя становится относительно уязвимой для внутренних конфликтов. Главный герой собирает противников текущей власти.
В игре представлены 8 девушек-напарниц главного героя, в том числе:
- андроид Деми, управляет кораблём[2];
- учёная Лили, выращивает боевых химер[2];
- пиратка Килли, ведёт себя подобающе пирату[2];
- Элайша Сорн, представительница враждебной к игроку расы[3].

## Игровой процесс
Геймплей в Subverse делится на три типа:
Корабельные сражения
Корабельные сражения представляют собой динамичный шутемап, в котором игроку необходимо уклоняться от атак противников и атаковать их в ответ, следить за запасом здоровья корабля игрока.
Наземные бои
Наземные бои есть не что иное, как пошаговая стратегия. Игрок расставляет войска и, эффективно управляя юнитами, уничтожает противников. При этом, игроку необходимо учитывать различные мелочи, связанные с врагами. Например, некоторые противники взрываются после смерти. Также на бой влияет выбранная игроком девушка-напарница.
История
Здесь игра превращается в визуальную новеллу.
Миссии в игре делятся на основные и побочные. Последние являются копиями побочных миссий Mass Effect 2. Благодаря им, игрок может получить ресурсы для постройки новых юнитов или улучшение своего корабля, а также для установления романтических отношений с девушками.
В игре есть так называемая система «P.A.N.D.O.R.A.», потратив в ней ресурсы, игрок может разблокировать сцены порнографического характера.

## Разработка
Studio FOW занималась производством порнографии на базе Source Filmmaker, но после ужесточений правил о взрослом контенте была вынуждена сменить род деятельности. В марте 2019 года стартовал проект на Kickstarter, который и назывался Subverse. Разработчики планировали выпустить игру в раннем доступе в июне того же года, но релиз был отменён, так как, по словам студии, Subverse — игра с ориентиром на сюжет, а, значит, она выйдет не по частям, а сразу цельная. При этом Studio FOW пообещала начать ЗБТ для тех пользователей Kickstarter, которые перевели на разработку 75 фунтов стерлингов или более, дата этого тестирования была установлена на сентябрь 2019 года. Полный релиз игры был обещан в 2020 году.
Из-за увеличения предполагаемого времени прохождения игры, разработчики решили всё-таки разделить игру на эпизоды. Первый эпизод включал в себя 6 глав из 22 планируемых. Выход состоялся 26 марта 2021 года. На запуске в игру за день сыграло около 25 000 игроков, но уже через полмесяца онлайн упал до примерно 1000 человек.
10 октября 2021 года Studio FOW объявила о скором выпуске нового сюжетного обновления. С выпуском оного 25 октября в игре появилась новая девушка: Элайша Сорн, и её сюжетная линия.

## Восприятие

### Критика игры
Илья Маховиков из Игр Mail.ru критикует версию в раннем доступе за странного главного героя, шутки «от которых становится тошно» и малое количество контента для взрослых. Сергей Цилюрик из «Игромании» отмечает интересный сюжет.

### Критика разработчика
28 ноября 2020 года на ютуб-канале Arch, ютубера, обвиняемого в расизме и симпатиях к рабовладельческому строю, вышла эксклюзивная демонстрация игры с участием одного из разработчиков Subverse, из-за чего у многих людей появились вопросы к студии. Studio FOW ответили, что они не были в курсе обвинений. После их ответ был удалён и заменён на другой, в котором разработчики объяснили, что, несмотря на отсутствие в их игре политических тем, их студию захотели затянуть в политические дебаты. После Studio FOW подтвердила, что не будет больше как-либо высказываться об этой ситуации.

### Продажи
Сразу после своего релиза в Steam, Subverse достигла 2-го места в топе продаж Steam, уступив Valheim.